# Norderhov
Norderhov är en tätort och kyrkby i Ringerike kommun i Buskerud fylke i sydöstra Norge. En mindre del av orten ligger i Hole kommun. Orten ligger vid Europaväg 16, söder om staden Hønefoss. Här finns Norderhovs kyrka.
Orten har tidigare tillhört dåvarande Norderhovs kommun.

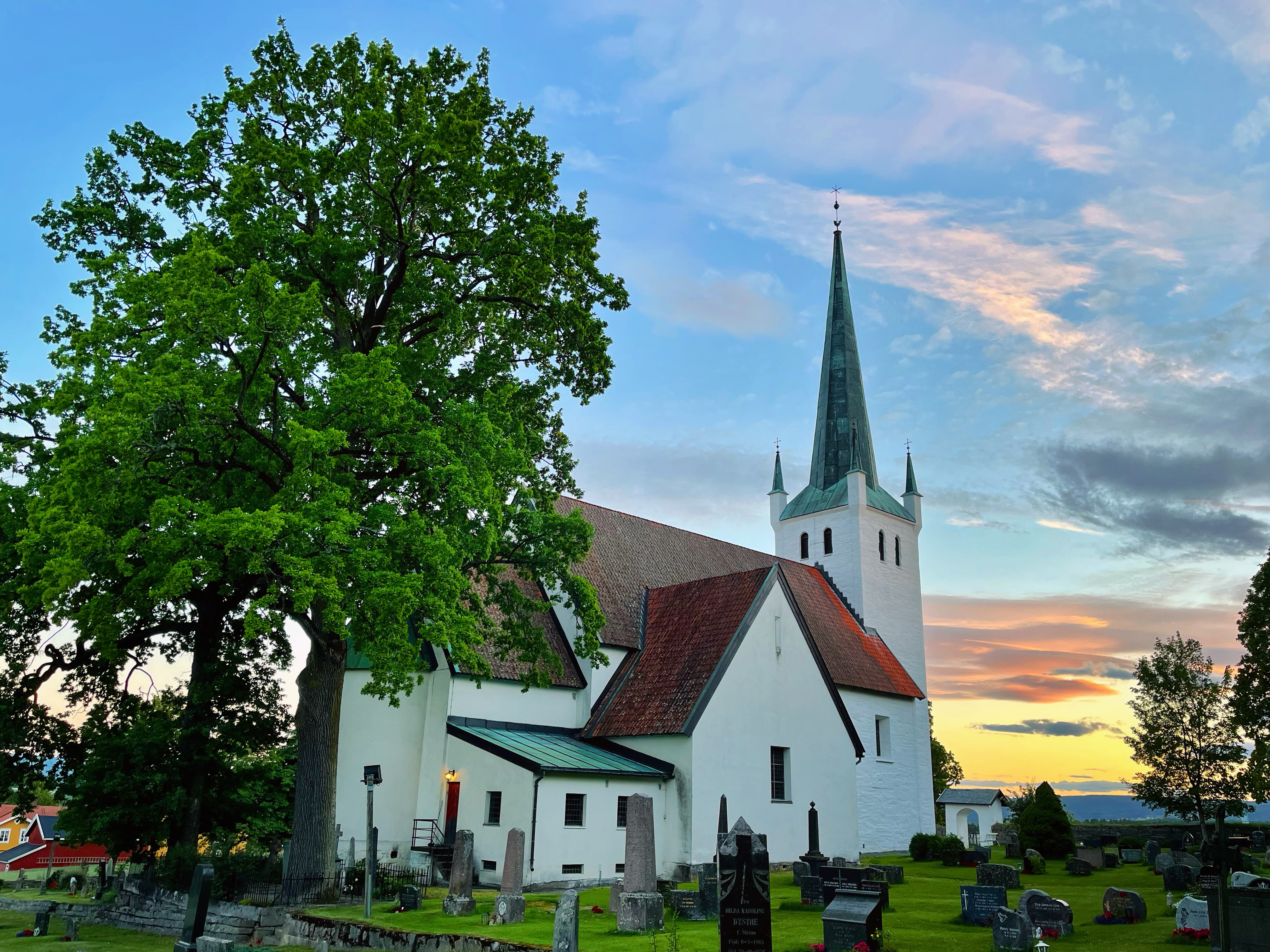
Norderhovs kyrka.